# Tom Laterza
Tom Laterza (* 9. Mai 1992 in Monnerich, Luxemburg) ist ein luxemburgischer Fußballspieler.

## Karriere

### Verein
Laterza spielte in der Jugend des FC Monnerich, bis er 2008 für die Jugendmannschaft des französischen Zweitligisten CS Sedan verpflichtet wurde. Dort spielte er später auch neunmal für dessen Reservemannschaft im fünftklassigen Championnat de France Amateur 2. Anfang der Saison 2012/13 kehrte er nach Luxemburg zurück und wechselte zu CS Fola Esch. Nach insgesamt sieben Jahren und zwei gewonnenen Meisterschaften wechselte Laterza im Sommer 2019 weiter zu Progres Niederkorn.
Von dort ging er 2021 zu seinem Heimatverein, dem Zweitligisten FC Monnerich, zurück. Dort schaffte er in seiner ersten Spielzeit auf Anhieb den Aufstieg in die BGL Ligue. Seit dem Sommer 2023 ist er nun für den Ligarivalen FC Schifflingen 95 aktiv, stieg mit Verein aber am Ende Saison in die Ehrenpromotion ab.

### Nationalmannschaft
2009 wurde er als 17-Jähriger erstmals in die luxemburgische A-Nationalmannschaft berufen. Bis zu seiner letzten Nominierung 2016 bestritt er 33 Länderspiele, ein Tor gelang ihm dabei nicht.

## Erfolge
- Luxemburgischer U17-Meister: 2008
- Luxemburgischer Meister: 2013, 2015